# Joseph P. Kennedy II
Pour les articles homonymes, voir Joseph Kennedy (homonymie) et Kennedy.
Joseph Patrick Kennedy II, né le 24 septembre 1952 à Boston, est un homme d'affaires américain et ancien représentant du 8e district du Massachusetts (entre 1987 et 1999). Il est le fils aîné de Robert Francis Kennedy et de sa femme Ethel Kennedy.

## Biographie

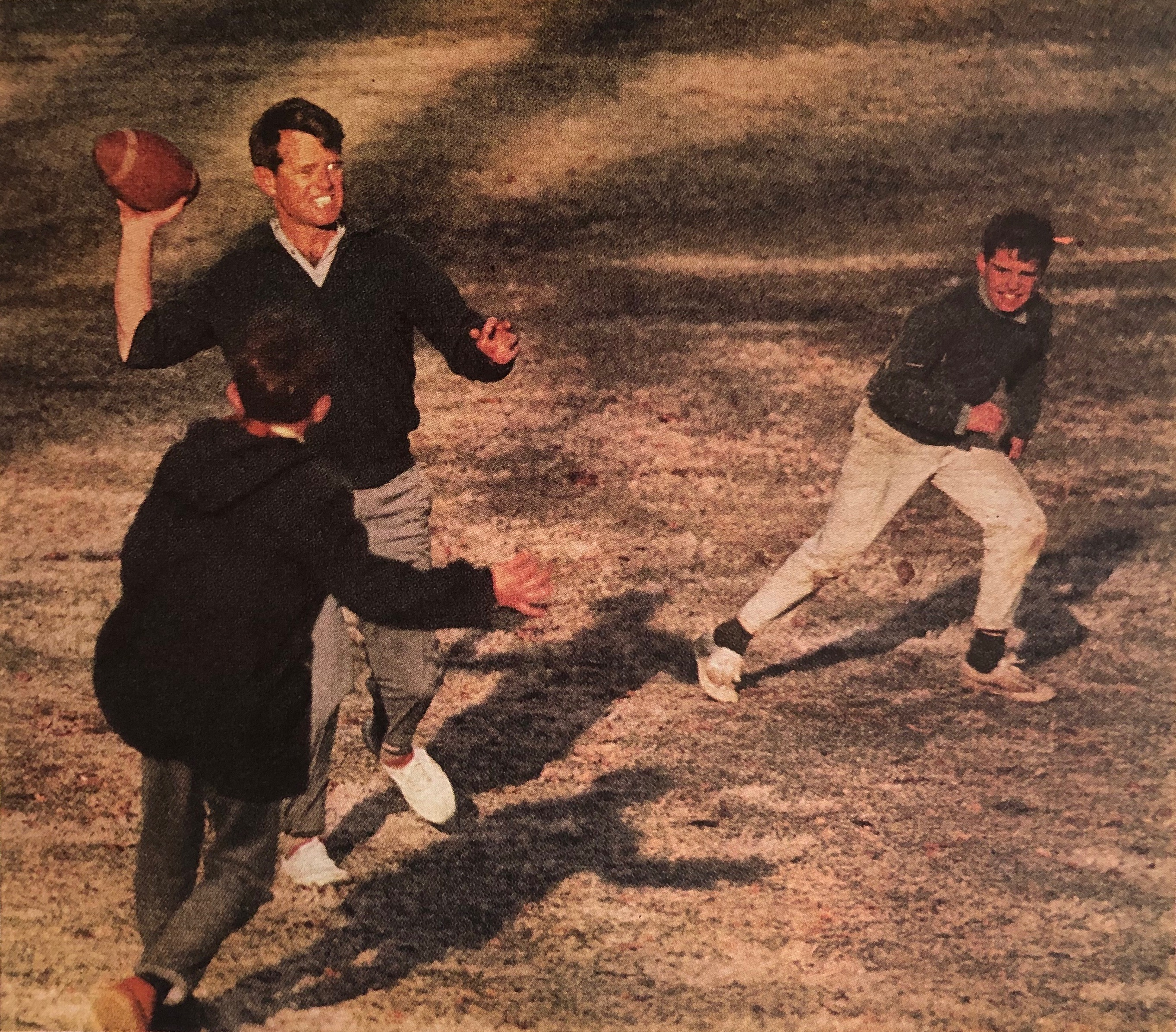
Joseph jouant au football américain, avec son père et un de ses cousins en 1963

Joseph Patrick Kennedy II a quinze ans à la mort de son père. Il connait une jeunesse troublée et se voit expulsé de plusieurs écoles privées en raison de son tempérament vif. Il quitte la Milton Academy, une école préparatoire privée, à Milton, Massachusetts, puis obtient son diplôme de la Manter Hall School - également une école privée préparatoire - à Cambridge, Massachusetts, en 1971.
Etudiant à l'Université de Californie à Berkeley, il abandonne en 1972. Après cela, il travaille pendant plusieurs mois dans le cadre d'un programme financé par le gouvernement fédéral pour combattre et traiter la tuberculose dans la communauté afro-américaine de San Francisco, en Californie. Il démissionne de son poste dans le programme et retourne au Massachusetts début d'été 1973.
En août 1973, il a un grave accident de voiture, renversant la jeep qu'il conduit, laissant paralysée sa petite amie Pam Kelley, et occasionnant une fracture d'une vertèbre chez son frère David Anthony Kennedy qui s'adonne aux analgésiques, puis à l'héroïne, jusqu'à une overdose mortelle en 1984.
Après l'accident, il reprend ses études et obtient un Bachelor of Arts de l'Université du Massachusetts à Boston en 1976.
D'un premier mariage, il a deux fils, les jumeaux Matthew Rauch Kennedy et Joseph P. Kennedy III (nés le 4 octobre 1980, à Boston).
À la mort de son père, le 6 juin 1968, Joseph Patrick Kennedy II devient chef de la deuxième branche Kennedy (branche de Robert), et à la mort de son cousin John Fitzgerald Kennedy, Jr., le 16 juillet 1999, l'aîné des descendants mâles de la famille Kennedy.

### Carrière
Il est cité en 2002 comme un possible candidat au poste de gouverneur du Massachusetts, et en 2009 comme un possible candidat au poste de sénateur de ce même État, à la suite de son oncle Edward Moore Kennedy. Il choisit à chaque fois de ne pas se présenter, privilégiant son action à la tête de l'organisation Citizens Energy Corporation, qu'il a créée.